# Leucochrysa (Leucochrysa) magnifica
Leucochrysa (Leucochrysa) magnifica is een insect uit de familie van de gaasvliegen (Chrysopidae), die tot de orde netvleugeligen (Neuroptera) behoort. 
Leucochrysa (Leucochrysa) magnifica is voor het eerst wetenschappelijk beschreven door Banks in 1920.